# Giải thưởng Điện ảnh Hồng Kông lần thứ 28
Giải thưởng Điện ảnh Hồng Kông lần thứ 28 được tổ chức ngày 19 tháng 4 năm 2009. Bộ phim giành giải thưởng quan trọng nhất của buổi lễ, giải Phim hay nhất, là Diệp Vấn còn bộ phim giành nhiều giải thưởng nhất là Ngày và đêm ở Thiên Thủy Vi.

## Danh sách các đề cử và giải thưởng
| Phim hay nhất                                | Phim hay nhất                                           | Phim hay nhất |
| Phim                                         | Tên tiếng Anh                                           |               |
| -------------------------------------------- | ------------------------------------------------------- | ------------- |
| Diệp Vấn (葉問)                              | Ip Man                                                  |               |
| Họa bì (畫皮)                                | Painted Skin                                            |               |
| Siêu khuyển thần thông (長江7號)             | CJ 7                                                    |               |
| Đại chiến Xích Bích (赤壁)                   | Red Cliff                                               |               |
| Ngày và đêm ở Thiên Thủy Vi (天水圍的日與夜) | The Way We Are                                          |               |
| Đạo diễn xuất sắc nhất                       |                                                         |               |
| Đạo diễn                                     | Phim                                                    |               |
| Hứa An Hoa                                   | Ngày và đêm ở Thiên Thủy Vi                             |               |
| Ngô Vũ Sâm                                   | Đại chiến Xích Bích                                     |               |
| Diệp Vĩ Tín                                  | Diệp Vấn                                                |               |
| Đỗ Kì Phong                                  | Văn tước                                                |               |
| Trần Mộc Thắng                               | Bảo trì thông thoại                                     |               |
| Kịch bản hay nhất                            |                                                         |               |
| Biên kịch                                    | Phim                                                    |               |
| Lữ Tiểu Hoa                                  | Ngày và đêm ở Thiên Thủy Vi                             |               |
| Trần Thục Hiền, Trương Ngải Gia, Hồ Ân Huy   | Ba tôi là Gangster                                      |               |
| Trần Gia Thượng, Lưu Hạo Lương, Quảng Văn Vĩ | Họa bì                                                  |               |
| Ngô Vĩ Luân, Lâm Siêu Hiền                   | Chứng nhân                                              |               |
| Ngạn Tây                                     | Thân mật                                                |               |
| Nam diễn viên chính xuất sắc nhất            |                                                         |               |
| Diễn viên                                    | Phim                                                    |               |
| Trương Gia Huy                               | Chứng nhân                                              |               |
| Cổ Thiên Lạc                                 | Nhất cá hảo ba ba                                       |               |
| Nhậm Đạt Hoa                                 | Văn tước                                                |               |
| Lương Triều Vĩ                               | Đại chiến Xích Bích                                     |               |
| Chân Tử Đan                                  | Diệp Vấn                                                |               |
| Nữ diễn viên chính xuất sắc nhất             |                                                         |               |
| Diễn viên                                    | Phim                                                    |               |
| Bào Khởi Tĩnh                                | Ngày và đêm ở Thiên Thủy Vi                             |               |
| Lưu Mỹ Quân                                  | Tính công tác giả 2: Ngã bất mại thân ‧ Ngã mại tử cung |               |
| Từ Hi Viên                                   | Bảo trì thông thoại                                     |               |
| Chu Tấn                                      | Họa bì                                                  |               |
| Lâm Gia Hân                                  | Thân mật                                                |               |
| Nam diễn viên phụ xuất sắc nhất              |                                                         |               |
| Diễn viên                                    | Phim                                                    |               |
| Liệu Khải Trí                                | Chứng nhân                                              |               |
| Trương Phong Nghị                            | Đại chiến Xích Bích                                     |               |
| Chu Tinh Trì                                 | Siêu khuyển thần thông                                  |               |
| Lâm Gia Đống                                 | Diệp Vấn                                                |               |
| Nữ diễn viên phụ xuất sắc nhất               |                                                         |               |
| Diễn viên                                    | Phim                                                    |               |
| Trần Lệ Vân                                  | Ngày và đêm ở Thiên Thủy Vi                             |               |
| Miêu Khả Tú                                  | Nhất cá hảo ba ba                                       |               |
| Tôn Lệ                                       | Họa bì                                                  |               |
| Triệu Vi                                     | Đại chiến Xích Bích                                     |               |
| Hoàng Uyển Linh                              | Tính công tác giả 2: Ngã bất mại thân ‧ Ngã mại tử cung |               |
| Diễn viên mới xuất sắc nhất                  |                                                         |               |
| Diễn viên                                    | Phim                                                    |               |
| Từ Kiều                                      | Siêu khuyển thần thông                                  |               |
| Mạc Tiểu Kì                                  | Nhất bán hải thủy - Nhất bán hỏa diễm                   |               |
| Trương Vũ Ỷ                                  | Nữ nhân bất hoại                                        |               |
| Lương Tiến Long                              | Ngày và đêm ở Thiên Thủy Vi                             |               |
| Lâm Chí Linh                                 | Đại chiến Xích Bích                                     |               |
| Chỉ đạo hành động xuất sắc nhất              |                                                         |               |
| Chỉ đạo                                      | Phim                                                    |               |
| Hồng Kim Bảo, Lương Tiểu Hùng                | Diệp Vấn                                                |               |
| Hồng Kim Bảo, Nguyên Đức                     | Tam quốc chi kiến long tá giáp                          |               |
| Nguyên Khuê                                  | Đại chiến Xích Bích                                     |               |
| Lý Trung Chí                                 | Bảo trì thông thoại                                     |               |
| Đổng Vĩ                                      | Họa bì                                                  |               |
| Giải đặc biệt                                |                                                         |               |
| Nội dung                                     | Người nhận giải                                         |               |
| Giải Thành tựu trọn đời                      | Tiêu Phương Phương                                      |               |
| Giải Cống hiến                               | Đinh Vũ                                                 |               |
| Phim châu Á xuất sắc nhất                    |                                                         |               |
| Phim                                         | Đạo diễn - Quốc gia                                     |               |
| Lệnh tập kết (集結號)                        | Phùng Tiểu Cương · Trung Quốc                           |               |
| Hải giác thất hảo (海角七號)                 | Ngụy Đức Thánh · Đài Loan                               |               |
| Yōgisha x no kenshin (容疑者Xの献身)         | Nishitani Hiroshi · Nhật Bản                            |               |
| Mai Lan Phương                               | Trần Khải Ca · Trung Quốc                               |               |
| Phi thành vật nhiễu (非诚勿扰)               | Phùng Tiểu Cương · Trung Quốc                           |               |